# Gaildorf
Gaildorf är en stad i Landkreis Schwäbisch Hall i regionen Heilbronn-Franken i Regierungsbezirk Stuttgart i förbundslandet Baden-Württemberg i södra Tyskland. Den ligger vid floden Kocher, 13 km söder om Schwäbisch Hall. Folkmängden uppgår till 12 000 invånare, på en yta av 63 kvadratkilometer.
Staden ingår i kommunalförbundet Limpurger Land tillsammans med kommunerna Fichtenberg, Oberrot och Sulzbach-Laufen.